# Michael Gallup
Michael Gallup (Atlanta, Georgia, 4 de marzo de 1996) es un jugador profesional estadounidense de fútbol americano que se desempeña en la posición de wide receiver en Dallas Cowboys, equipo de la National Football League (NFL).

## Carrera
Fue seleccionado en la tercera ronda en la Reunión Anual de Selección de Jugadores de la NFL de 2018. Hizo su debut profesional con el equipo Dallas Cowboys, donde lleva jugando seis temporadas.